# Спрег-Доули
Спрег-Доули (англ. Sprague Dawley) — линия крыс-альбиносов вида Rattus norvegicus (Серая крыса), широко используемых в медицинских исследованиях. Линия была создана Робертом Уортингтоном Доули (англ. Robert Worthington Dawley) в 1925 году в университете штата Висконсин. В названии Доули объединил свою фамилию и фамилию первой жены, впоследствии в Мэдисоне, штат Висконсин, он основал фирму, которая и получила название Sprague Dawley. Крысы данной линии - одни из наиболее часто используемых в экспериментах, так как отличаются спокойным нравом и простотой в обращении.

## Использование
После исследования советских учёных 1976 года, которое показало существенные различия в склонности к опухолям различных штаммов лабораторных крыс, особенно у пожилых особей линии Спрег-Доули, японское исследование 1977 года определило, что у 77 самцов и 73 самок Спрег-Доули в возрасте от пяти месяцев до трёх лет на общем фоне развились опухоли, ими были поражены 60 % самцов и 95 % самок. Гендерные различия, в свою очередь, объясняются тем, что у самок распространены опухоли молочных желез. У 30 % самцов и 66 % самок в возрасте от пяти до тридцати шести месяцев развилась опухоль гипофиза, в то время как опухоль островков Лангерганса поджелудочной железы и щитовидной железы проявилась у пожилых особей, молодые особи от пяти месяцев страдали миелоидной лейкемией.
По всей вероятности, генетическая мутация, которая определяет крыс данной линии, является причиной развития эндокринных опухолей, называемых «спонтанными», что и отличает их от других лабораторных крыс.

## Дело Сералини
Исследование под руководством Жиля-Эрика Сералини, заключающееся в том, что крысы, в чей рацион входила ГМ кукуруза, имели больше шансов на развитие раковых опухолей, чем те, которые не употребляли данную кукурузу, было опубликовано в 2012 году в журнале Пищевая и химическая токсикология (англ. Food and Chemical Toxicology). В исследовании использовались четыре группы крыс линии Спрег-Доули, три из которых получали ГМ кукурузу (11 % от всего количества пищи) в различных концентрациях (ГМ кукуруза — часть ГМ кукурузы, обработанная глифосатом — вся ГМ кукуруза обработана глифосатом) в течение двух лет, а четвёртая группа была контрольной. Во всех группах развились опухоли, но, как утверждают сами исследователи, в опытных группах смертность была выше.
В 2013 году по результатам анализа и многочисленных писем с критикой редакция журнала исключила статью Сералини, аргументировав это небольшой выборкой, сомнительной ролью глифосата в данной работе и высокой частотой опухолей у крыс линии Спрег-Доули, что в принципе является характерным для крыс данной линии. Фламандский институт биотехнологий и Европейское агентство по безопасности продуктов питания отмечают, что небольшой размер выборки не позволяет определить, что является причиной раковых заболеваний — спонтанность или результат диеты с включением ГМ продуктов.